# Microgymnomma paulensis
Microgymnomma paulensis är en tvåvingeart som beskrevs av Townsend 1929. Microgymnomma paulensis ingår i släktet Microgymnomma och familjen parasitflugor. Inga underarter finns listade i Catalogue of Life.